# Julehandel
Julehandel omfatter køb og salg af varer og gaver op til jul, og beskrives allerede i Peter Fabers julesang: »Sikken voldsom trængsel og alarm, det er koldt, og man må gå sig varm«. Grundet den økonomisk gavnlige effekt juleindkøbene har på butikkerne, er disse begyndt at fokusere stadigt mere på deres respektive salgsstrategier for netop denne højtid.

## Udvikling i julegaveindkøb
Hvor indkøbet af julegaver førhen skete på torvet, enten lokalt eller i stormagasiner, er der sket en drastisk udvikling i den senere tid. Ifølge en undersøgelse fra Epinion er det internettets enorme popularitet og effektivitet, der ligger til grund for dette. Det har vist sig, at 40 procent helst undgår besværet ved handel i byen og i stedet foretrækker alternativet i at købe julegaverne på nettet. En undersøgelse foretaget af Gallup underbygger dette, da denne viser, at 43 procent helst køber gaverne på nettet. Legetøj er det mest populære gavevalg, forfulgt af gavekort og oplevelser til butikker og forlystelser, mens spil og film er at finde på tredjepladsen. Endnu en undersøgelse af Gallup viser desuden, at næsten en tredjedel af de, som indhandler gaverne på internettet, køber dem i udlandet.

## Statistik fra julen i 2009
Danmarks Statistik offentliggjorde i 2010 en statistisk undersøgelse over juleindkøbene i december 2009, hvor flere facetter af indbyggernes forbrugsmønstre i julehandlen blev eksponeret i tal. Tallene var en klar tydeliggørelse af forbrugernes tilbøjelighed til at opgradere forbrugskvoten i anledningen af julen.

### Generelt
I 2009 brugte hver dansker over 18 år gennemsnitligt 1380 kroner på julen, hvilket dermed er 25 procent mere end i 2008, hvor gennemsnittet lå på 1100 kroner. Finanskrisen har imidlertid sat sit præg på disse tal, da der i 2006 gennemsnitligt blev brugt hele 1559 kroner på julen. Især kalkuner er genstand for mange indkøb i juletiden. Ud over de mere sæsonbestemte indkøb (såsom gløgg og kalkuner), er alkoholfri øl, eltilbehør, broderegarn og sytråd også voldsomt populære i julen, hvorfor de hver var genstand for en stigning på over 2000 procent i december.

#### Mad
Danskernes indkøb af kalkuner steg overordnet med 2084 procent i december, sammenlignet med de øvrige måneder i året. Ænder og gæs steg med 576 procent. Hver husstand brugte gennemsnitligt 8 kroner på kalkuner, mens de brugte 34 kroner på ænder og gæs. Trods den salgsmæssigt større stigning hos kalkunen, blev der alligevel brugt flest penge på ænder og gæs i december 2009. Dette skyldes, at ænder og gæs i forvejen stod for det største salg uden for julesæsonen, og her var en stigningsforskel på +1508 procent hos kalkunen ikke nok til at overhæle dem.

#### Alkohol og slik
En hustand brugte gennemsnitligt 385 kroner på øl og vin i december, hvilket svarer til 25 procent mere end forbruget i de øvrige måneder i året. Særligt gløgg var udsat for en gevaldig indkøbsstigning, da forbruget af denne steg med 1039 procent i december 2009. En husstand brugte gennemsnitligt 408 kroner på slik og lignende i julen, hvilket er en stigning på 24 procent i forhold til de øvrige måneder i året. Sidstnævnte har formodentligt haft sin andel i, at der kun gik 124 kroner til frugt og grønt i selvsamme måned. Dette er et fald på 21 procent i forhold til de øvrige måneder i året. Samlet fylder alkohol og slik derfor gennemsnitligt 793 kroner af en husstands juleindkøb.

#### Gaver
Ifølge Danmarks Statistik er der stor sandsynlighed for, at mændenes bløde pakker indeholder strømper, trøjer og skjorter, mens kvindernes bløde pakker oftere indeholder overtøj. Der er dog lige stor sandsynlighed for, at begge køn får undertøj, nattøj, indesko eller morgenkåber. Veste er det ultimative julegavehit inden for beklædning med en stigning på 510 procent hos mænd og 350 procent hos kvinder i forhold til de øvrige måneder i året.[kilde mangler]
Den største procentvise stigning ligger hos mønter, medaljer og frimærker med 1410 procent.
Indkøbet af legetøj, såsom duploklodser, dukker og legetøjsbiler, steg også. Her brugte den gennemsnitlige husstand 191 kroner i december 2009, hvor forbruget ligger på 110 kroner uden for julesæsonen. Her er computerspil og spillekonsoller ekskluderet.

## Tidlige juleindkøb
I oktober samt november kan man opleve en slags optakt til julen, da diverse julerelaterede produkter bliver at finde på hylderne. Det er bl.a. julekalendere, som ofte allerede kan købes i oktober måned - et eksempel er TV 2s julekalender fra 2013, Tvillingerne og Julemanden, der blev sat til salg den 13. oktober 2013. En anden slags julekalender, som også lanceres tidligt, er chokoladejulekalenderne. Blandt de tidlige juleindkøb kan julekager (såsom pebernødder og brunkager) også nævnes.
Black Friday og Cyber Monday i slutningen af november er i 2010'erne blevet der, hvor julehandlen for alvor starter.